# Vigor Lindberg
Vigor Oskar "Kuta" Lindberg, född 26 april 1899, död 28 april 1956 i Norrköping, var en svensk amatörfotbollsspelare (anfallare) som var uttagen i den svenska fotbollstruppen till OS i Paris 1924 där det svenska laget blev bronsmedaljörer. Lindberg var med som reserv och fick ingen speltid i någon av Sveriges matcher i turneringen.
Lindberg, som under sin klubbkarriär tillhörde IK Sleipner 1915–1931, gjorde år 1918 debut i landslaget. Han fick sedan vänta elva år på att få göra sin andra, och sista, landskamp – mot Finland i juni 1929.
Lindberg spelade förutom fotboll även bandy, också det i IK Sleipner. Han är begravd på Norra begravningsplatsen i Norrköping.

## Meriter

### I landslag
Sverige
- Uttagen till OS (1): 1924 (Brons, dock ingen speltid)
- 2 landskamper, 0 mål[1]

### Webbkällor
- Vigor Lindberg på Svenska Fotbollförbundets webbplats
- Profil på worldfootball.net
- Svenska landslagsmän, svenskfotboll.se, läst 2013 01 29
- "Olympic Football Tournament Paris 1924", fifa.com, läst 2013 01 30